# II liga argentyńska w piłce nożnej (2012/2013)
Primera B Nacional 2012/2013
Mistrzem drugiej ligi argentyńskiej został klub Rosario Central, natomiast wicemistrzem - klub Gimnasia y Esgrima La Plata.
Drugą ligę argentyńską po sezonie 2012/13 opuściły następujące kluby
| Klub                        | Przyczyna                                            |
| --------------------------- | ---------------------------------------------------- |
| Rosario Central             | Awans do I ligi (mistrz II ligi)                     |
| Gimnasia y Esgrima La Plata | Awans do I ligi (wicemistrz II ligi)                 |
| Olimpo Bahía Blanca         | Awans do I ligi (3 miejsce w II lidze)               |
| Merlo Buenos Aires          | Spadek do III ligi (przedostatni w tabeli spadkowej) |
| Nueva Chicago Buenos Aires  | Spadek do III ligi (ostatni w tabeli spadkowej)      |

Do drugiej ligi argentyńskiej po sezonie 2012/13 przybyły następujące kluby
| Klub                            | Przyczyna                                             |
| ------------------------------- | ----------------------------------------------------- |
| San Martín San Juan             | Spadek z I ligi (trzeci od końca w tabeli spadkowej)  |
| CA Independiente                | Spadek z I ligi (przedostatni w tabeli spadkowej)     |
| Unión Santa Fe                  | Spadek z I ligi (ostatni w tabeli spadkowej)          |
| Villa San Carlos Buenos Aires   | Awans z III ligi (mistrz Primera B Metropolitana)     |
| Talleres Córdoba                | Awans z III ligi (mistrz Torneo Argentino A)          |
| Brown Buenos Aires              | Awans z III ligi (wicemistrz Primera B Metropolitana) |
| Sportivo Belgrano San Francisco | Awans z III ligi (wicemistrz Torneo Argentino A)      |

Druga liga powiększona została o 2 kluby i dlatego w sezonie 2013/14 będzie liczyła 22 kluby.

## Primera B Nacional 2012/13

### Kolejka 1
| Data                 | Mecz                                                               |
| -------------------- | ------------------------------------------------------------------ |
| 11 sierpnia 2012     | Instituto Córdoba – Merlo Buenos Aires 0:0                         |
| 11 sierpnia 2012     | Defensa y Justicia Buenos Aires – Nueva Chicago Buenos Aires 4:2   |
| 11 sierpnia 2012     | Rosario Central – Sarmiento Junín 0:1                              |
| 12 sierpnia 2012     | Gimnasia y Esgrima La Plata – Boca Unidos Corrientes 2:0           |
| 12 sierpnia 2012     | Crucero del Norte Posadas – Atlético Tucumán 1:0                   |
| 12 sierpnia 2012     | Douglas Haig Pergamino – Patronato Paraná 2:1                      |
| 12 sierpnia 2012     | Almirante Brown Buenos Aires – Independiente Rivadavia Mendoza 0:0 |
| 12 sierpnia 2012     | Aldosivi Mar del Plata – CA Huracán 3:1                            |
| 13 sierpnia 2012     | Ferro Carril Oeste – Olimpo Bahía Blanca 0:0                       |
| 25 października 2012 | Gimnasia y Esgrima Jujuy – CA Banfield 2:1                         |

### Kolejka 2
| Data             | Mecz                                                         |
| ---------------- | ------------------------------------------------------------ |
| 18 sierpnia 2012 | Almirante Brown Buenos Aires – Instituto Córdoba 2:0         |
| 18 sierpnia 2012 | Sarmiento Junín – Merlo Buenos Aires 0:0                     |
| 18 sierpnia 2012 | Independiente Rivadavia Mendoza – Douglas Haig Pergamino 1:0 |
| 18 sierpnia 2012 | Boca Unidos Corrientes – Rosario Central 1:2                 |
| 19 sierpnia 2012 | Atlético Tucumán – Ferro Carril Oeste 3:0                    |
| 19 sierpnia 2012 | Olimpo Bahía Blanca – Defensa y Justicia Buenos Aires 0:1    |
| 19 sierpnia 2012 | CA Huracán – Gimnasia y Esgrima La Plata 2:4                 |
| 20 sierpnia 2012 | CA Banfield – Aldosivi Mar del Plata 1:1                     |
| 20 sierpnia 2012 | Nueva Chicago Buenos Aires – Gimnasia y Esgrima Jujuy 0:0    |
| 20 sierpnia 2012 | Patronato Paraná – Crucero del Norte Posadas 3:5             |

### Kolejka 3
| Data             | Mecz                                                            |
| ---------------- | --------------------------------------------------------------- |
| 25 sierpnia 2012 | Rosario Central – CA Huracán 0:0                                |
| 25 sierpnia 2012 | Defensa y Justicia Buenos Aires – Atlético Tucumán 2:5          |
| 25 sierpnia 2012 | Aldosivi Mar del Plata – Nueva Chicago Buenos Aires 2:1         |
| 25 sierpnia 2012 | Instituto Córdoba – Sarmiento Junín 1:3                         |
| 26 sierpnia 2012 | Gimnasia y Esgrima La Plata – CA Banfield 1:0                   |
| 26 sierpnia 2012 | Ferro Carril Oeste – Patronato Paraná 0:1                       |
| 26 sierpnia 2012 | Merlo Buenos Aires – Boca Unidos Corrientes 1:0                 |
| 26 sierpnia 2012 | Douglas Haig Pergamino – Almirante Brown Buenos Aires 1:1       |
| 26 sierpnia 2012 | Crucero del Norte Posadas – Independiente Rivadavia Mendoza 0:2 |
| 28 sierpnia 2012 | Gimnasia y Esgrima Jujuy – Olimpo Bahía Blanca 0:0              |

### Kolejka 4
| Data             | Mecz                                                         |
| ---------------- | ------------------------------------------------------------ |
| 31 sierpnia 2012 | Almirante Brown Buenos Aires – Crucero del Norte Posadas 0:0 |
| 1 września 2012  | CA Huracán – Merlo Buenos Aires 1:0                          |
| 1 września 2012  | CA Banfield – Rosario Central 2:1                            |
| 1 września 2012  | Independiente Rivadavia Mendoza – Ferro Carril Oeste 1:1     |
| 2 września 2012  | Nueva Chicago Buenos Aires – Gimnasia y Esgrima La Plata 1:1 |
| 2 września 2012  | Olimpo Bahía Blanca – Aldosivi Mar del Plata 4:0             |
| 2 września 2012  | Douglas Haig Pergamino – Instituto Córdoba 2:1               |
| 2 września 2012  | Boca Unidos Corrientes – Sarmiento Junín 0:0                 |
| 2 września 2012  | Patronato Paraná – Defensa y Justicia Buenos Aires 4:0       |
| 2 września 2012  | Atlético Tucumán – Gimnasia y Esgrima Jujuy 1:1              |

### Kolejka 5
| Data             | Mecz                                                                  |
| ---------------- | --------------------------------------------------------------------- |
| 8 września 2012  | Sarmiento Junín – CA Huracán 2:1                                      |
| 8 września 2012  | Aldosivi Mar del Plata – Atlético Tucumán 1:1                         |
| 8 września 2012  | Defensa y Justicia Buenos Aires – Independiente Rivadavia Mendoza 2:3 |
| 8 września 2012  | Rosario Central – Nueva Chicago Buenos Aires 2:0                      |
| 9 września 2012  | Merlo Buenos Aires – CA Banfield 0:2                                  |
| 9 września 2012  | Gimnasia y Esgrima Jujuy – Patronato Paraná 2:1                       |
| 9 września 2012  | Crucero del Norte Posadas – Douglas Haig Pergamino 2:1                |
| 10 września 2012 | Gimnasia y Esgrima La Plata – Olimpo Bahía Blanca 1:1                 |
| 11 września 2012 | Ferro Carril Oeste – Almirante Brown Buenos Aires 0:0                 |
| 11 września 2012 | Instituto Córdoba – Boca Unidos Corrientes 0:0                        |

### Kolejka 6
| Data             | Mecz                                                               |
| ---------------- | ------------------------------------------------------------------ |
| 15 września 2012 | Independiente Rivadavia Mendoza – Gimnasia y Esgrima Jujuy 0:0     |
| 15 września 2012 | Almirante Brown Buenos Aires – Defensa y Justicia Buenos Aires 1:1 |
| 15 września 2012 | Olimpo Bahía Blanca – Rosario Central 2:0                          |
| 15 września 2012 | Nueva Chicago Buenos Aires – Merlo Buenos Aires 5:1                |
| 16 września 2012 | CA Banfield – Sarmiento Junín 2:0                                  |
| 16 września 2012 | Atlético Tucumán – Gimnasia y Esgrima La Plata 1:1                 |
| 16 września 2012 | Douglas Haig Pergamino – Ferro Carril Oeste 0:1                    |
| 16 września 2012 | Crucero del Norte Posadas – Instituto Córdoba 1:1                  |
| 17 września 2012 | Patronato Paraná – Aldosivi Mar del Plata 0:3                      |
| 17 września 2012 | CA Huracán – Boca Unidos Corrientes 0:2                            |

### Kolejka 7
| Data             | Mecz                                                         |
| ---------------- | ------------------------------------------------------------ |
| 22 września 2012 | Merlo Buenos Aires – Olimpo Bahía Blanca 1:0                 |
| 22 września 2012 | Sarmiento Junín – Nueva Chicago Buenos Aires 1:0             |
| 22 września 2012 | Gimnasia y Esgrima La Plata – Patronato Paraná 3:1           |
| 22 września 2012 | Aldosivi Mar del Plata – Independiente Rivadavia Mendoza 0:2 |
| 22 września 2012 | Ferro Carril Oeste – Crucero del Norte Posadas 0:2           |
| 22 września 2012 | Rosario Central – Atlético Tucumán 3:1                       |
| 23 września 2012 | Defensa y Justicia Buenos Aires – Douglas Haig Pergamino 2:0 |
| 23 września 2012 | Gimnasia y Esgrima Jujuy – Almirante Brown Buenos Aires 1:0  |
| 24 września 2012 | Boca Unidos Corrientes – CA Banfield 2:0                     |
| 25 września 2012 | Instituto Córdoba – CA Huracán 1:0                           |

### Kolejka 8
| Data             | Mecz                                                              |
| ---------------- | ----------------------------------------------------------------- |
| 28 września 2012 | Patronato Paraná – Rosario Central 2:1                            |
| 29 września 2012 | Independiente Rivadavia Mendoza – Gimnasia y Esgrima La Plata 1:1 |
| 29 września 2012 | Crucero del Norte Posadas – Defensa y Justicia Buenos Aires 0:0   |
| 29 września 2012 | CA Banfield – CA Huracán 1:2                                      |
| 29 września 2012 | Almirante Brown Buenos Aires – Aldosivi Mar del Plata 1:1         |
| 29 września 2012 | Nueva Chicago Buenos Aires – Boca Unidos Corrientes 0:0           |
| 29 września 2012 | Ferro Carril Oeste – Instituto Córdoba 1:1                        |
| 30 września 2012 | Olimpo Bahía Blanca – Sarmiento Junín 1:0                         |
| 30 września 2012 | Douglas Haig Pergamino – Gimnasia y Esgrima Jujuy 3:1             |
| 30 września 2012 | Atlético Tucumán – Merlo Buenos Aires 2:1                         |

### Kolejka 9
| Data                | Mecz                                                           |
| ------------------- | -------------------------------------------------------------- |
| 6 października 2012 | Defensa y Justicia Buenos Aires – Ferro Carril Oeste 0:2       |
| 6 października 2012 | Sarmiento Junín – Atlético Tucumán 4:0                         |
| 6 października 2012 | Instituto Córdoba – CA Banfield 1:2                            |
| 7 października 2012 | Aldosivi Mar del Plata – Douglas Haig Pergamino 2:3            |
| 7 października 2012 | Merlo Buenos Aires – Patronato Paraná 1:2                      |
| 7 października 2012 | Gimnasia y Esgrima Jujuy – Crucero del Norte Posadas 3:1       |
| 7 października 2012 | Boca Unidos Corrientes – Olimpo Bahía Blanca 0:1               |
| 8 października 2012 | Gimnasia y Esgrima La Plata – Almirante Brown Buenos Aires 0:3 |
| 8 października 2012 | CA Huracán – Nueva Chicago Buenos Aires 1:1                    |
| 9 października 2012 | Rosario Central – Independiente Rivadavia Mendoza 2:2          |

### Kolejka 10
| Data                 | Mecz                                                     |
| -------------------- | -------------------------------------------------------- |
| 13 października 2012 | Ferro Carril Oeste – Gimnasia y Esgrima Jujuy 0:0        |
| 13 października 2012 | Defensa y Justicia Buenos Aires – Instituto Córdoba 0:3  |
| 13 października 2012 | Almirante Brown Buenos Aires – Rosario Central 0:0       |
| 14 października 2012 | Olimpo Bahía Blanca – CA Huracán 3:2                     |
| 14 października 2012 | Nueva Chicago Buenos Aires – CA Banfield 1:2             |
| 14 października 2012 | Independiente Rivadavia Mendoza – Merlo Buenos Aires 0:1 |
| 14 października 2012 | Crucero del Norte Posadas – Aldosivi Mar del Plata 2:1   |
| 14 października 2012 | Atlético Tucumán – Boca Unidos Corrientes 2:3            |
| 15 października 2012 | Patronato Paraná – Sarmiento Junín 1:1                   |
| 15 października 2012 | Douglas Haig Pergamino – Gimnasia y Esgrima La Plata 0:1 |

### Kolejka 11
| Data                 | Mecz                                                           |
| -------------------- | -------------------------------------------------------------- |
| 20 października 2012 | Gimnasia y Esgrima Jujuy – Defensa y Justicia Buenos Aires 1:0 |
| 20 października 2012 | Instituto Córdoba – Nueva Chicago Buenos Aires 2:3             |
| 20 października 2012 | CA Banfield – Olimpo Bahía Blanca 0:3                          |
| 20 października 2012 | Sarmiento Junín – Independiente Rivadavia Mendoza 0:0          |
| 21 października 2012 | Aldosivi Mar del Plata – Ferro Carril Oeste 1:4                |
| 21 października 2012 | Merlo Buenos Aires – Almirante Brown Buenos Aires 2:6          |
| 21 października 2012 | Boca Unidos Corrientes – Patronato Paraná 0:1                  |
| 21 października 2012 | Rosario Central – Douglas Haig Pergamino 1:3                   |
| 22 października 2012 | CA Huracán – Atlético Tucumán 1:1                              |
| 23 października 2012 | Gimnasia y Esgrima La Plata – Crucero del Norte Posadas 5:0    |

### Kolejka 12
| Data                 | Mecz                                                         |
| -------------------- | ------------------------------------------------------------ |
| 26 października 2012 | Ferro Carril Oeste – Gimnasia y Esgrima La Plata 0:1         |
| 27 października 2012 | Independiente Rivadavia Mendoza – Boca Unidos Corrientes 3:0 |
| 27 października 2012 | Patronato Paraná – CA Huracán 3:0                            |
| 27 października 2012 | Almirante Brown Buenos Aires – Sarmiento Junín 2:2           |
| 27 października 2012 | Defensa y Justicia Buenos Aires – Aldosivi Mar del Plata 0:2 |
| 28 października 2012 | Gimnasia y Esgrima Jujuy – Instituto Córdoba 2:3             |
| 28 października 2012 | Olimpo Bahía Blanca – Nueva Chicago Buenos Aires 2:1         |
| 28 października 2012 | Douglas Haig Pergamino – Merlo Buenos Aires 1:2              |
| 28 października 2012 | Atlético Tucumán – CA Banfield 1:1                           |
| 21 listopada 2012    | Crucero del Norte Posadas – Rosario Central 0:1              |

### Kolejka 13
| Data             | Mecz                                                              |
| ---------------- | ----------------------------------------------------------------- |
| 3 listopada 2012 | Gimnasia y Esgrima La Plata – Defensa y Justicia Buenos Aires 1:3 |
| 3 listopada 2012 | CA Huracán – Independiente Rivadavia Mendoza 0:1                  |
| 3 listopada 2012 | Sarmiento Junín – Douglas Haig Pergamino 0:0                      |
| 3 listopada 2012 | CA Banfield – Patronato Paraná 0:0                                |
| 3 listopada 2012 | Merlo Buenos Aires – Crucero del Norte Posadas 1:0                |
| 3 listopada 2012 | Instituto Córdoba – Olimpo Bahía Blanca 0:1                       |
| 4 listopada 2012 | Aldosivi Mar del Plata – Gimnasia y Esgrima Jujuy 1:1             |
| 4 listopada 2012 | Rosario Central – Ferro Carril Oeste 1:1                          |
| 4 listopada 2012 | Nueva Chicago Buenos Aires – Atlético Tucumán 0:1                 |
| 4 listopada 2012 | Boca Unidos Corrientes – Almirante Brown Buenos Aires 0:0         |

### Kolejka 14
| Data              | Mecz                                                       |
| ----------------- | ---------------------------------------------------------- |
| 10 listopada 2012 | Almirante Brown Buenos Aires – CA Huracán 0:4              |
| 10 listopada 2012 | Aldosivi Mar del Plata – Instituto Córdoba 1:0             |
| 10 listopada 2012 | Defensa y Justicia Buenos Aires – Rosario Central 0:1      |
| 10 listopada 2012 | Ferro Carril Oeste – Merlo Buenos Aires 0:0                |
| 11 listopada 2012 | Gimnasia y Esgrima Jujuy – Gimnasia y Esgrima La Plata 2:0 |
| 11 listopada 2012 | Douglas Haig Pergamino – Boca Unidos Corrientes 2:3        |
| 11 listopada 2012 | Independiente Rivadavia Mendoza – CA Banfield 0:2          |
| 11 listopada 2012 | Crucero del Norte Posadas – Sarmiento Junín 1:0            |
| 11 listopada 2012 | Patronato Paraná – Nueva Chicago Buenos Aires 0:2          |
| 11 listopada 2012 | Atlético Tucumán – Olimpo Bahía Blanca 2:0                 |

### Kolejka 15
| Data              | Mecz                                                             |
| ----------------- | ---------------------------------------------------------------- |
| 16 listopada 2012 | Merlo Buenos Aires – Defensa y Justicia Buenos Aires 2:1         |
| 16 listopada 2012 | CA Huracán – Douglas Haig Pergamino 2:1                          |
| 17 listopada 2012 | Rosario Central – Gimnasia y Esgrima Jujuy 2:0                   |
| 17 listopada 2012 | Gimnasia y Esgrima La Plata – Aldosivi Mar del Plata 0:0         |
| 17 listopada 2012 | Olimpo Bahía Blanca – Patronato Paraná 1:1                       |
| 17 listopada 2012 | Nueva Chicago Buenos Aires – Independiente Rivadavia Mendoza 2:0 |
| 17 listopada 2012 | CA Banfield – Almirante Brown Buenos Aires 3:1                   |
| 17 listopada 2012 | Sarmiento Junín – Ferro Carril Oeste 1:0                         |
| 18 listopada 2012 | Boca Unidos Corrientes – Crucero del Norte Posadas 1:1           |
| 18 listopada 2012 | Instituto Córdoba – Atlético Tucumán 0:0                         |

### Kolejka 16
| Data              | Mecz                                                          |
| ----------------- | ------------------------------------------------------------- |
| 23 listopada 2012 | Independiente Rivadavia Mendoza – Olimpo Bahía Blanca 0:1     |
| 24 listopada 2012 | Gimnasia y Esgrima La Plata – Instituto Córdoba 0:0           |
| 24 listopada 2012 | Defensa y Justicia Buenos Aires – Sarmiento Junín 1:1         |
| 24 listopada 2012 | Ferro Carril Oeste – Boca Unidos Corrientes 2:1               |
| 24 listopada 2012 | Douglas Haig Pergamino – CA Banfield 0:1                      |
| 24 listopada 2012 | Patronato Paraná – Atlético Tucumán 1:1                       |
| 25 listopada 2012 | Gimnasia y Esgrima Jujuy – Merlo Buenos Aires 2:0             |
| 26 listopada 2012 | Crucero del Norte Posadas – CA Huracán 1:2                    |
| 26 listopada 2012 | Almirante Brown Buenos Aires – Nueva Chicago Buenos Aires 2:0 |
| 26 listopada 2012 | Aldosivi Mar del Plata – Rosario Central 0:1                  |

### Kolejka 17
| Data           | Mecz                                                         |
| -------------- | ------------------------------------------------------------ |
| 1 grudnia 2012 | Atlético Tucumán – Independiente Rivadavia Mendoza 0:0       |
| 1 grudnia 2012 | Boca Unidos Corrientes – Defensa y Justicia Buenos Aires 1:2 |
| 1 grudnia 2012 | Sarmiento Junín – Gimnasia y Esgrima Jujuy 0:0               |
| 1 grudnia 2012 | Instituto Córdoba – Patronato Paraná 1:0                     |
| 1 grudnia 2012 | Nueva Chicago Buenos Aires – Douglas Haig Pergamino 4:4      |
| 1 grudnia 2012 | CA Huracán – Ferro Carril Oeste 1:0                          |
| 2 grudnia 2012 | Olimpo Bahía Blanca – Almirante Brown Buenos Aires 0:0       |
| 3 grudnia 2012 | Merlo Buenos Aires – Aldosivi Mar del Plata 1:2              |
| 4 grudnia 2012 | CA Banfield – Crucero del Norte Posadas 2:0                  |
| 4 grudnia 2012 | Rosario Central – Gimnasia y Esgrima La Plata 2:0            |

### Kolejka 18
| Data            | Mecz                                                       |
| --------------- | ---------------------------------------------------------- |
| 8 grudnia 2012  | Almirante Brown Buenos Aires – Atlético Tucumán 0:1        |
| 8 grudnia 2012  | Gimnasia y Esgrima Jujuy – Boca Unidos Corrientes 1:0      |
| 8 grudnia 2012  | Independiente Rivadavia Mendoza – Patronato Paraná 0:1     |
| 8 grudnia 2012  | Defensa y Justicia Buenos Aires – CA Huracán 2:1           |
| 9 grudnia 2012  | Ferro Carril Oeste – CA Banfield 3:0                       |
| 9 grudnia 2012  | Crucero del Norte Posadas – Nueva Chicago Buenos Aires 1:0 |
| 9 grudnia 2012  | Douglas Haig Pergamino – Olimpo Bahía Blanca 0:2           |
| 10 grudnia 2012 | Aldosivi Mar del Plata – Sarmiento Junín 1:1               |
| 10 grudnia 2012 | Gimnasia y Esgrima La Plata – Merlo Buenos Aires 2:0       |
| 11 grudnia 2012 | Rosario Central – Instituto Córdoba 1:0                    |

### Kolejka 19
| Data          | Mecz                                                    |
| ------------- | ------------------------------------------------------- |
| 2 lutego 2013 | Atlético Tucumán – Douglas Haig Pergamino 3:2           |
| 2 lutego 2013 | Nueva Chicago Buenos Aires – Ferro Carril Oeste 2:3     |
| 2 lutego 2013 | Merlo Buenos Aires – Rosario Central 1:2                |
| 2 lutego 2013 | CA Banfield – Defensa y Justicia Buenos Aires 2:2       |
| 2 lutego 2013 | CA Huracán – Gimnasia y Esgrima Jujuy 1:0               |
| 3 lutego 2013 | Sarmiento Junín – Gimnasia y Esgrima La Plata 1:0       |
| 3 lutego 2013 | Boca Unidos Corrientes – Aldosivi Mar del Plata 3:1     |
| 4 lutego 2013 | Patronato Paraná – Almirante Brown Buenos Aires 0:0     |
| 4 lutego 2013 | Olimpo Bahía Blanca – Crucero del Norte Posadas 0:0     |
| 5 lutego 2013 | Instituto Córdoba – Independiente Rivadavia Mendoza 0:0 |

### Kolejka 20
| Data           | Mecz                                                               |
| -------------- | ------------------------------------------------------------------ |
| 9 lutego 2013  | Sarmiento Junín – Rosario Central 0:1                              |
| 9 lutego 2013  | Nueva Chicago Buenos Aires – Defensa y Justicia Buenos Aires 1:2   |
| 9 lutego 2013  | CA Banfield – Gimnasia y Esgrima Jujuy 2:0                         |
| 10 lutego 2013 | Atlético Tucumán – Crucero del Norte Posadas 2:0                   |
| 10 lutego 2013 | Olimpo Bahía Blanca – Ferro Carril Oeste 2:0                       |
| 10 lutego 2013 | CA Huracán – Aldosivi Mar del Plata 1:1                            |
| 11 lutego 2013 | Independiente Rivadavia Mendoza – Almirante Brown Buenos Aires 3:0 |
| 11 lutego 2013 | Patronato Paraná – Douglas Haig Pergamino 1:0                      |
| 11 lutego 2013 | Merlo Buenos Aires – Instituto Córdoba 1:1                         |
| 11 lutego 2013 | Boca Unidos Corrientes – Gimnasia y Esgrima La Plata 0:1           |

### Kolejka 21
| Data           | Mecz                                                         |
| -------------- | ------------------------------------------------------------ |
| 15 lutego 2013 | Aldosivi Mar del Plata – CA Banfield 1:1                     |
| 16 lutego 2013 | Gimnasia y Esgrima Jujuy – Nueva Chicago Buenos Aires 1:0    |
| 16 lutego 2013 | Merlo Buenos Aires – Sarmiento Junín 2:3                     |
| 16 lutego 2013 | Rosario Central – Boca Unidos Corrientes 1:0                 |
| 16 lutego 2013 | Defensa y Justicia Buenos Aires – Olimpo Bahía Blanca 1:0    |
| 16 lutego 2013 | Douglas Haig Pergamino – Independiente Rivadavia Mendoza 3:0 |
| 17 lutego 2013 | Instituto Córdoba – Almirante Brown Buenos Aires 2:3         |
| 17 lutego 2013 | Ferro Carril Oeste – Atlético Tucumán 1:1                    |
| 17 lutego 2013 | Crucero del Norte Posadas – Patronato Paraná 0:1             |
| 19 lutego 2013 | Gimnasia y Esgrima La Plata – CA Huracán 1:0                 |

### Kolejka 22
| Data           | Mecz                                                            |
| -------------- | --------------------------------------------------------------- |
| 22 lutego 2013 | Almirante Brown Buenos Aires – Douglas Haig Pergamino 1:3       |
| 23 lutego 2013 | Nueva Chicago Buenos Aires – Aldosivi Mar del Plata 0:0         |
| 23 lutego 2013 | Sarmiento Junín – Instituto Córdoba 2:3                         |
| 24 lutego 2013 | Boca Unidos Corrientes – Merlo Buenos Aires 2:0                 |
| 25 lutego 2013 | Atlético Tucumán – Defensa y Justicia Buenos Aires 1:2          |
| 25 lutego 2013 | Patronato Paraná – Ferro Carril Oeste 0:0                       |
| 25 lutego 2013 | CA Huracán – Rosario Central 0:1                                |
| 26 lutego 2013 | CA Banfield – Gimnasia y Esgrima La Plata 0:1                   |
| 26 lutego 2013 | Independiente Rivadavia Mendoza – Crucero del Norte Posadas 2:1 |
| 26 lutego 2013 | Olimpo Bahía Blanca – Gimnasia y Esgrima Jujuy 1:0              |

### Kolejka 23
| Data         | Mecz                                                         |
| ------------ | ------------------------------------------------------------ |
| 1 marca 2013 | Instituto Córdoba – Douglas Haig Pergamino 0:1               |
| 1 marca 2013 | Merlo Buenos Aires – CA Huracán 1:2                          |
| 1 marca 2013 | Sarmiento Junín – Boca Unidos Corrientes 2:0                 |
| 2 marca 2013 | Gimnasia y Esgrima La Plata – Nueva Chicago Buenos Aires 4:0 |
| 2 marca 2013 | Aldosivi Mar del Plata – Olimpo Bahía Blanca 0:3             |
| 2 marca 2013 | Rosario Central – CA Banfield 2:0                            |
| 3 marca 2013 | Gimnasia y Esgrima Jujuy – Atlético Tucumán 0:0              |
| 3 marca 2013 | Crucero del Norte Posadas – Almirante Brown Buenos Aires 0:2 |
| 4 marca 2013 | Ferro Carril Oeste – Independiente Rivadavia Mendoza 0:0     |
| 5 marca 2013 | Defensa y Justicia Buenos Aires – Patronato Paraná 0:0       |

### Kolejka 24
| Data          | Mecz                                                                  |
| ------------- | --------------------------------------------------------------------- |
| 8 marca 2013  | Almirante Brown Buenos Aires – Ferro Carril Oeste 1:0                 |
| 9 marca 2013  | CA Banfield – Merlo Buenos Aires 3:1                                  |
| 10 marca 2013 | Olimpo Bahía Blanca – Gimnasia y Esgrima La Plata 0:3                 |
| 10 marca 2013 | Boca Unidos Corrientes – Instituto Córdoba 1:1                        |
| 10 marca 2013 | Douglas Haig Pergamino – Crucero del Norte Posadas 1:0                |
| 11 marca 2013 | Atlético Tucumán – Aldosivi Mar del Plata 0:0                         |
| 11 marca 2013 | Patronato Paraná – Gimnasia y Esgrima Jujuy 0:0                       |
| 11 marca 2013 | Independiente Rivadavia Mendoza – Defensa y Justicia Buenos Aires 1:1 |
| 11 marca 2013 | Nueva Chicago Buenos Aires – Rosario Central 1:2                      |
| 11 marca 2013 | CA Huracán – Sarmiento Junín 1:0                                      |

### Kolejka 25
| Data          | Mecz                                                               |
| ------------- | ------------------------------------------------------------------ |
| 15 marca 2013 | Gimnasia y Esgrima La Plata – Atlético Tucumán 0:0                 |
| 16 marca 2013 | Boca Unidos Corrientes – CA Huracán 0:1                            |
| 17 marca 2013 | Instituto Córdoba – Crucero del Norte Posadas 1:1                  |
| 17 marca 2013 | Merlo Buenos Aires – Nueva Chicago Buenos Aires 0:1                |
| 17 marca 2013 | Aldosivi Mar del Plata – Patronato Paraná 0:0                      |
| 17 marca 2013 | Gimnasia y Esgrima Jujuy – Independiente Rivadavia Mendoza 2:1     |
| 18 marca 2013 | Rosario Central – Olimpo Bahía Blanca 2:2                          |
| 18 marca 2013 | Ferro Carril Oeste – Douglas Haig Pergamino 0:0                    |
| 19 marca 2013 | Defensa y Justicia Buenos Aires – Almirante Brown Buenos Aires 1:1 |
| 28 marca 2013 | Sarmiento Junín – CA Banfield 2:0                                  |

### Kolejka 26
| Data          | Mecz                                                         |
| ------------- | ------------------------------------------------------------ |
| 23 marca 2013 | Independiente Rivadavia Mendoza – Aldosivi Mar del Plata 2:0 |
| 23 marca 2013 | Nueva Chicago Buenos Aires – Sarmiento Junín 0:1             |
| 23 marca 2013 | Olimpo Bahía Blanca – Merlo Buenos Aires 0:0                 |
| 24 marca 2013 | CA Banfield – Boca Unidos Corrientes 0:0                     |
| 24 marca 2013 | Almirante Brown Buenos Aires – Gimnasia y Esgrima Jujuy 0:1  |
| 24 marca 2013 | Patronato Paraná – Gimnasia y Esgrima La Plata 2:3           |
| 24 marca 2013 | CA Huracán – Instituto Córdoba 2:2                           |
| 24 marca 2013 | Crucero del Norte Posadas – Ferro Carril Oeste 1:1           |
| 24 marca 2013 | Douglas Haig Pergamino – Defensa y Justicia Buenos Aires 0:0 |
| 25 marca 2013 | Atlético Tucumán – Rosario Central 3:4                       |

### Kolejka 27
| Data            | Mecz                                                              |
| --------------- | ----------------------------------------------------------------- |
| 29 marca 2013   | Gimnasia y Esgrima La Plata – Independiente Rivadavia Mendoza 3:0 |
| 29 marca 2013   | Defensa y Justicia Buenos Aires – Crucero del Norte Posadas 0:0   |
| 30 marca 2013   | Merlo Buenos Aires – Atlético Tucumán 0:1                         |
| 30 marca 2013   | Aldosivi Mar del Plata – Almirante Brown Buenos Aires 4:2         |
| 30 marca 2013   | Instituto Córdoba – Ferro Carril Oeste 0:1                        |
| 30 marca 2013   | Rosario Central – Patronato Paraná 2:0                            |
| 31 marca 2013   | Gimnasia y Esgrima Jujuy – Douglas Haig Pergamino 0:2             |
| 31 marca 2013   | Boca Unidos Corrientes – Nueva Chicago Buenos Aires 2:0           |
| 2 kwietnia 2013 | Sarmiento Junín – Olimpo Bahía Blanca 0:3                         |
| 2 kwietnia 2013 | CA Huracán – CA Banfield 1:1                                      |

### Kolejka 28
| Data             | Mecz                                                           |
| ---------------- | -------------------------------------------------------------- |
| 5 kwietnia 2013  | Almirante Brown Buenos Aires – Gimnasia y Esgrima La Plata 0:0 |
| 6 kwietnia 2013  | Ferro Carril Oeste – Defensa y Justicia Buenos Aires 0:2       |
| 7 kwietnia 2013  | Douglas Haig Pergamino – Aldosivi Mar del Plata 1:0            |
| 7 kwietnia 2013  | Nueva Chicago Buenos Aires – CA Huracán 0:3                    |
| 7 kwietnia 2013  | Atlético Tucumán – Sarmiento Junín 0:1                         |
| 7 kwietnia 2013  | Crucero del Norte Posadas – Gimnasia y Esgrima Jujuy 0:0       |
| 7 kwietnia 2013  | Olimpo Bahía Blanca – Boca Unidos Corrientes 0:1               |
| 8 kwietnia 2013  | Patronato Paraná – Merlo Buenos Aires 1:2                      |
| 8 kwietnia 2013  | Independiente Rivadavia Mendoza – Rosario Central 1:3          |
| 11 kwietnia 2013 | CA Banfield – Instituto Córdoba 0:0                            |

### Kolejka 29
| Data             | Mecz                                                     |
| ---------------- | -------------------------------------------------------- |
| 12 kwietnia 2013 | CA Huracán – Olimpo Bahía Blanca 1:2                     |
| 13 kwietnia 2013 | Gimnasia y Esgrima La Plata – Douglas Haig Pergamino 3:1 |
| 13 kwietnia 2013 | Rosario Central – Almirante Brown Buenos Aires 0:1       |
| 14 kwietnia 2013 | Merlo Buenos Aires – Independiente Rivadavia Mendoza 1:0 |
| 14 kwietnia 2013 | Gimnasia y Esgrima Jujuy – Ferro Carril Oeste 0:0        |
| 14 kwietnia 2013 | Sarmiento Junín – Patronato Paraná 4:3                   |
| 14 kwietnia 2013 | Boca Unidos Corrientes – Atlético Tucumán 0:0            |
| 15 kwietnia 2013 | Instituto Córdoba – Defensa y Justicia Buenos Aires 1:0  |
| 16 kwietnia 2013 | Aldosivi Mar del Plata – Crucero del Norte Posadas 0:0   |
| 16 kwietnia 2013 | CA Banfield – Nueva Chicago Buenos Aires 3:1             |

### Kolejka 30
| Data             | Mecz                                                           |
| ---------------- | -------------------------------------------------------------- |
| 20 kwietnia 2013 | Almirante Brown Buenos Aires – Merlo Buenos Aires 2:0          |
| 20 kwietnia 2013 | Nueva Chicago Buenos Aires – Instituto Córdoba 0:0             |
| 20 kwietnia 2013 | Independiente Rivadavia Mendoza – Sarmiento Junín 1:0          |
| 20 kwietnia 2013 | Ferro Carril Oeste – Aldosivi Mar del Plata 0:1                |
| 20 kwietnia 2013 | Douglas Haig Pergamino – Rosario Central 1:1                   |
| 21 kwietnia 2013 | Defensa y Justicia Buenos Aires – Gimnasia y Esgrima Jujuy 1:0 |
| 21 kwietnia 2013 | Crucero del Norte Posadas – Gimnasia y Esgrima La Plata 1:1    |
| 22 kwietnia 2013 | Patronato Paraná – Boca Unidos Corrientes 1:0                  |
| 22 kwietnia 2013 | Olimpo Bahía Blanca – CA Banfield 0:0                          |
| 23 maja 2013     | Atlético Tucumán – CA Huracán 1:1                              |

### Kolejka 31
| Data             | Mecz                                                         |
| ---------------- | ------------------------------------------------------------ |
| 26 kwietnia 2013 | Aldosivi Mar del Plata – Defensa y Justicia Buenos Aires 1:1 |
| 27 kwietnia 2013 | CA Huracán – Patronato Paraná 0:0                            |
| 27 kwietnia 2013 | Rosario Central – Crucero del Norte Posadas 2:1              |
| 28 kwietnia 2013 | Instituto Córdoba – Gimnasia y Esgrima Jujuy 0:1             |
| 28 kwietnia 2013 | Boca Unidos Corrientes – Independiente Rivadavia Mendoza 1:0 |
| 28 kwietnia 2013 | CA Banfield – Atlético Tucumán 0:0                           |
| 28 kwietnia 2013 | Merlo Buenos Aires – Douglas Haig Pergamino 1:1              |
| 28 kwietnia 2013 | Nueva Chicago Buenos Aires – Olimpo Bahía Blanca 0:0         |
| 29 kwietnia 2013 | Sarmiento Junín – Almirante Brown Buenos Aires 1:2           |
| 29 kwietnia 2013 | Gimnasia y Esgrima La Plata – Ferro Carril Oeste 0:1         |

### Kolejka 32
| Data        | Mecz                                                              |
| ----------- | ----------------------------------------------------------------- |
| 4 maja 2013 | Patronato Paraná – CA Banfield 2:0                                |
| 4 maja 2013 | Ferro Carril Oeste – Rosario Central 0:0                          |
| 5 maja 2013 | Crucero del Norte Posadas – Merlo Buenos Aires 2:0                |
| 5 maja 2013 | Douglas Haig Pergamino – Sarmiento Junín 1:1                      |
| 5 maja 2013 | Gimnasia y Esgrima Jujuy – Aldosivi Mar del Plata 0:0             |
| 5 maja 2013 | Atlético Tucumán – Nueva Chicago Buenos Aires 2:1                 |
| 5 maja 2013 | Defensa y Justicia Buenos Aires – Gimnasia y Esgrima La Plata 1:0 |
| 5 maja 2013 | Independiente Rivadavia Mendoza – CA Huracán 0:1                  |
| 6 maja 2013 | Olimpo Bahía Blanca – Instituto Córdoba 1:1                       |
| 8 maja 2013 | Almirante Brown Buenos Aires – Boca Unidos Corrientes 0:1         |

### Kolejka 33
| Data         | Mecz                                                       |
| ------------ | ---------------------------------------------------------- |
| 10 maja 2013 | Merlo Buenos Aires – Ferro Carril Oeste 2:1                |
| 11 maja 2013 | Sarmiento Junín – Crucero del Norte Posadas 1:0            |
| 11 maja 2013 | Gimnasia y Esgrima La Plata – Gimnasia y Esgrima Jujuy 1:0 |
| 12 maja 2013 | Nueva Chicago Buenos Aires – Patronato Paraná 2:0          |
| 12 maja 2013 | Instituto Córdoba – Aldosivi Mar del Plata 2:0             |
| 12 maja 2013 | Boca Unidos Corrientes – Douglas Haig Pergamino 3:1        |
| 12 maja 2013 | Rosario Central – Defensa y Justicia Buenos Aires 1:1      |
| 13 maja 2013 | Olimpo Bahía Blanca – Atlético Tucumán 2:1                 |
| 14 maja 2013 | CA Huracán – Almirante Brown Buenos Aires 2:1              |
| 14 maja 2013 | CA Banfield – Independiente Rivadavia Mendoza 3:1          |

### Kolejka 34
| Data         | Mecz                                                             |
| ------------ | ---------------------------------------------------------------- |
| 18 maja 2013 | Atlético Tucumán – Instituto Córdoba 2:0                         |
| 18 maja 2013 | Douglas Haig Pergamino – CA Huracán 1:0                          |
| 18 maja 2013 | Crucero del Norte Posadas – Boca Unidos Corrientes 3:0           |
| 18 maja 2013 | Patronato Paraná – Olimpo Bahía Blanca 1:0                       |
| 18 maja 2013 | Aldosivi Mar del Plata – Gimnasia y Esgrima La Plata 0:1         |
| 19 maja 2013 | Defensa y Justicia Buenos Aires – Merlo Buenos Aires 2:0         |
| 19 maja 2013 | Independiente Rivadavia Mendoza – Nueva Chicago Buenos Aires 2:0 |
| 19 maja 2013 | Gimnasia y Esgrima Jujuy – Rosario Central 0:3                   |
| 20 maja 2013 | Almirante Brown Buenos Aires – CA Banfield 3:1                   |
| 20 maja 2013 | Ferro Carril Oeste – Sarmiento Junín 1:1                         |

### Kolejka 35
| Data         | Mecz                                                          |
| ------------ | ------------------------------------------------------------- |
| 25 maja 2013 | Merlo Buenos Aires – Gimnasia y Esgrima Jujuy 2:1             |
| 26 maja 2013 | CA Banfield – Douglas Haig Pergamino 2:0                      |
| 26 maja 2013 | CA Huracán – Crucero del Norte Posadas 3:1                    |
| 26 maja 2013 | Nueva Chicago Buenos Aires – Almirante Brown Buenos Aires 1:0 |
| 26 maja 2013 | Boca Unidos Corrientes – Ferro Carril Oeste 3:1               |
| 26 maja 2013 | Atlético Tucumán – Patronato Paraná 0:1                       |
| 28 maja 2013 | Olimpo Bahía Blanca – Independiente Rivadavia Mendoza 2:0     |
| 28 maja 2013 | Sarmiento Junín – Defensa y Justicia Buenos Aires 2:2         |
| 28 maja 2013 | Instituto Córdoba – Gimnasia y Esgrima La Plata 0:2           |
| 29 maja 2013 | Rosario Central – Aldosivi Mar del Plata 2:0                  |

### Kolejka 36
| Data           | Mecz                                                         |
| -------------- | ------------------------------------------------------------ |
| 31 maja 2013   | Ferro Carril Oeste – CA Huracán 1:1                          |
| 1 czerwca 2013 | Aldosivi Mar del Plata – Merlo Buenos Aires 4:1              |
| 2 czerwca 2013 | Gimnasia y Esgrima Jujuy – Sarmiento Junín 0:0               |
| 2 czerwca 2013 | Gimnasia y Esgrima La Plata – Rosario Central 1:0            |
| 2 czerwca 2013 | Douglas Haig Pergamino – Nueva Chicago Buenos Aires 0:0      |
| 2 czerwca 2013 | Patronato Paraná – Instituto Córdoba 3:2                     |
| 3 czerwca 2013 | Crucero del Norte Posadas – CA Banfield 1:0                  |
| 3 czerwca 2013 | Almirante Brown Buenos Aires – Olimpo Bahía Blanca 1:3       |
| 4 czerwca 2013 | Defensa y Justicia Buenos Aires – Boca Unidos Corrientes 2:1 |
| 5 czerwca 2013 | Independiente Rivadavia Mendoza – Atlético Tucumán 1:0       |

### Kolejka 37
| Data            | Mecz                                                       |
| --------------- | ---------------------------------------------------------- |
| 8 czerwca 2013  | Sarmiento Junín – Aldosivi Mar del Plata 1:0               |
| 8 czerwca 2013  | Nueva Chicago Buenos Aires – Crucero del Norte Posadas 0:0 |
| 8 czerwca 2013  | Merlo Buenos Aires – Gimnasia y Esgrima La Plata 1:1       |
| 8 czerwca 2013  | CA Huracán – Defensa y Justicia Buenos Aires 0:1           |
| 9 czerwca 2013  | Olimpo Bahía Blanca – Douglas Haig Pergamino 0:0           |
| 9 czerwca 2013  | Atlético Tucumán – Almirante Brown Buenos Aires 4:3        |
| 9 czerwca 2013  | Boca Unidos Corrientes – Gimnasia y Esgrima Jujuy 0:0      |
| 9 czerwca 2013  | Instituto Córdoba – Rosario Central 1:0                    |
| 11 czerwca 2013 | CA Banfield – Ferro Carril Oeste 1:0                       |
| 11 czerwca 2013 | Patronato Paraná – Independiente Rivadavia Mendoza 1:1     |

### Kolejka 38
| Data            | Mecz                                                    |
| --------------- | ------------------------------------------------------- |
| 14 czerwca 2013 | Ferro Carril Oeste – Nueva Chicago Buenos Aires 3:0     |
| 15 czerwca 2013 | Aldosivi Mar del Plata – Boca Unidos Corrientes 2:0     |
| 15 czerwca 2013 | Defensa y Justicia Buenos Aires – CA Banfield 2:4       |
| 15 czerwca 2013 | Gimnasia y Esgrima Jujuy – CA Huracán 0:2               |
| 16 czerwca 2013 | Rosario Central – Merlo Buenos Aires 1:0                |
| 16 czerwca 2013 | Crucero del Norte Posadas – Olimpo Bahía Blanca 1:0     |
| 16 czerwca 2013 | Independiente Rivadavia Mendoza – Instituto Córdoba 1:1 |
| 16 czerwca 2013 | Gimnasia y Esgrima La Plata – Sarmiento Junín 3:0       |
| 17 czerwca 2013 | Douglas Haig Pergamino – Atlético Tucumán 1:0           |
| 17 czerwca 2013 | Almirante Brown Buenos Aires – Patronato Paraná 1:2     |

### Tabela końcowa Primera B Nacional 2012/13
| Poz | Klub                            | Mecze | Zw | Rem | Por | Pkt | BrZd | BrStr |
| --- | ------------------------------- | ----- | -- | --- | --- | --- | ---- | ----- |
| 1   | Rosario Central                 | 38    | 22 | 8   | 8   | 74  | 51   | 29    |
| 2   | Gimnasia y Esgrima La Plata     | 38    | 21 | 10  | 7   | 73  | 53   | 25    |
| 3   | Olimpo Bahía Blanca             | 38    | 18 | 12  | 8   | 66  | 43   | 22    |
| 4   | CA Banfield                     | 38    | 16 | 10  | 12  | 58  | 45   | 39    |
| 5   | Sarmiento Junín                 | 38    | 15 | 13  | 10  | 58  | 40   | 34    |
| 6   | Defensa y Justicia Buenos Aires | 38    | 15 | 12  | 11  | 57  | 45   | 46    |
| 7   | Patronato Paraná                | 38    | 15 | 11  | 12  | 56  | 42   | 40    |
| 8   | CA Huracán                      | 38    | 15 | 9   | 14  | 54  | 44   | 41    |
| 9   | Atlético Tucumán                | 38    | 12 | 15  | 11  | 51  | 44   | 40    |
| 10  | Gimnasia y Esgrima Jujuy        | 38    | 12 | 14  | 12  | 50  | 25   | 29    |
| 11  | Douglas Haig Pergamino          | 38    | 13 | 10  | 15  | 49  | 43   | 44    |
| 12  | Independiente Rivadavia Mendoza | 38    | 12 | 12  | 14  | 48  | 33   | 36    |
| 13  | Almirante Brown Buenos Aires    | 38    | 11 | 13  | 14  | 46  | 43   | 45    |
| 14  | Boca Unidos Corrientes          | 38    | 12 | 9   | 17  | 45  | 32   | 37    |
| 15  | Crucero del Norte Posadas       | 38    | 11 | 12  | 15  | 45  | 31   | 40    |
| 16  | Aldosivi Mar del Plata          | 38    | 10 | 14  | 14  | 44  | 37   | 45    |
| 17  | Ferro Carril Oeste              | 38    | 9  | 16  | 13  | 43  | 29   | 32    |
| 18  | Instituto Córdoba               | 38    | 8  | 15  | 15  | 39  | 33   | 41    |
| 19  | Merlo Buenos Aires              | 38    | 10 | 7   | 21  | 37  | 30   | 57    |
| 20  | Nueva Chicago Buenos Aires      | 38    | 7  | 10  | 21  | 31  | 33   | 54    |

### Klasyfikacja strzelców bramek
| Gole | Piłkarz                   | Klub                            |
| ---- | ------------------------- | ------------------------------- |
| 20   | Luis Miguel Rodríguez     | Atlético Tucumán                |
| 15   | Andrés Eliseo Chávez      | CA Banfield                     |
| 15   | Cristián Humberto Milla   | Defensa y Justicia Buenos Aires |
| 15   | Facundo Pereyra           | Gimnasia y Esgrima La Plata     |
| 13   | Cristián Gabriel Chávez   | Almirante Brown Buenos Aires    |
| 12   | Pablo Leonel Mazza        | Douglas Haig Pergamino          |
| 11   | Mauricio Nicolás Carrasco | Patronato Paraná                |
| 11   | Jerónimo Barrales         | CA Huracán                      |
| 10   | Javier Fabián Toledo      | Rosario Central                 |

## Tabela spadkowa
O tym, które kluby drugoligowe spadną do III ligi decydował dorobek punktowy w przeliczeniu na jeden rozegrany mecz uzyskany przez kluby w ostatnich trzech sezonach.
| Poz | Klub                            | 2010/11 pkt/m | 2011/12 pkt/m | 2012/13 pkt/m | Razem pkt/mecze | Średnia |
| --- | ------------------------------- | ------------- | ------------- | ------------- | --------------- | ------- |
| 1   | Olimpo Bahía Blanca             | 0/0           | 0/0           | 66/38         | 66/38           | 1.737   |
| 2   | Rosario Central                 | 50/38         | 69/38         | 74/38         | 193/114         | 1.693   |
| 3   | Gimnasia y Esgrima La Plata     | 0/0           | 54/38         | 73/38         | 127/76          | 1.671   |
| 4   | CA Banfield                     | 0/0           | 0/0           | 58/38         | 58/38           | 1.526   |
| 5   | Sarmiento Junín                 | 0/0           | 0/0           | 58/38         | 58/38           | 1.526   |
| 6   | Patronato Paraná                | 50/38         | 50/38         | 56/38         | 162/114         | 1.421   |
| 7   | Instituto Córdoba               | 51/38         | 70/38         | 39/38         | 160/114         | 1.404   |
| 8   | Boca Unidos Corrientes          | 52/38         | 57/38         | 45/38         | 154/114         | 1.351   |
| 9   | Defensa y Justicia Buenos Aires | 43/38         | 54/38         | 57/38         | 154/114         | 1.351   |
| 10  | Almirante Brown Buenos Aires    | 52/38         | 55/38         | 46/38         | 153/114         | 1.342   |
| 11  | CA Huracán                      | 0/0           | 46/38         | 54/38         | 100/76          | 1.316   |
| 12  | Aldosivi Mar del Plata          | 52/38         | 53/38         | 44/38         | 149/114         | 1.307   |
| 13  | Douglas Haig Pergamino          | 0/0           | 0/0           | 49/38         | 49/38           | 1.289   |
| 14  | Ferro Carril Oeste              | 47/38         | 56/38         | 43/38         | 146/114         | 1.281   |
| 15  | Atlético Tucumán                | 51/38         | 42/38         | 51/38         | 144/114         | 1.263   |
| 16  | Gimnasia y Esgrima Jujuy        | 54/38         | 34/38         | 50/38         | 138/114         | 1.211   |
| 17  | Crucero del Norte Posadas       | 0/0           | 0/0           | 45/38         | 45/38           | 1.184   |
| 18  | Independiente Rivadavia Mendoza | 40/38         | 45/38         | 48/38         | 133/114         | 1.167   |
| 19  | Merlo Buenos Aires              | 51/38         | 43/38         | 37/38         | 131/114         | 1.149   |
| 20  | Nueva Chicago Buenos Aires      | 0/0           | 0/0           | 31/38         | 31/38           | 0.816   |